# Amber Halliday

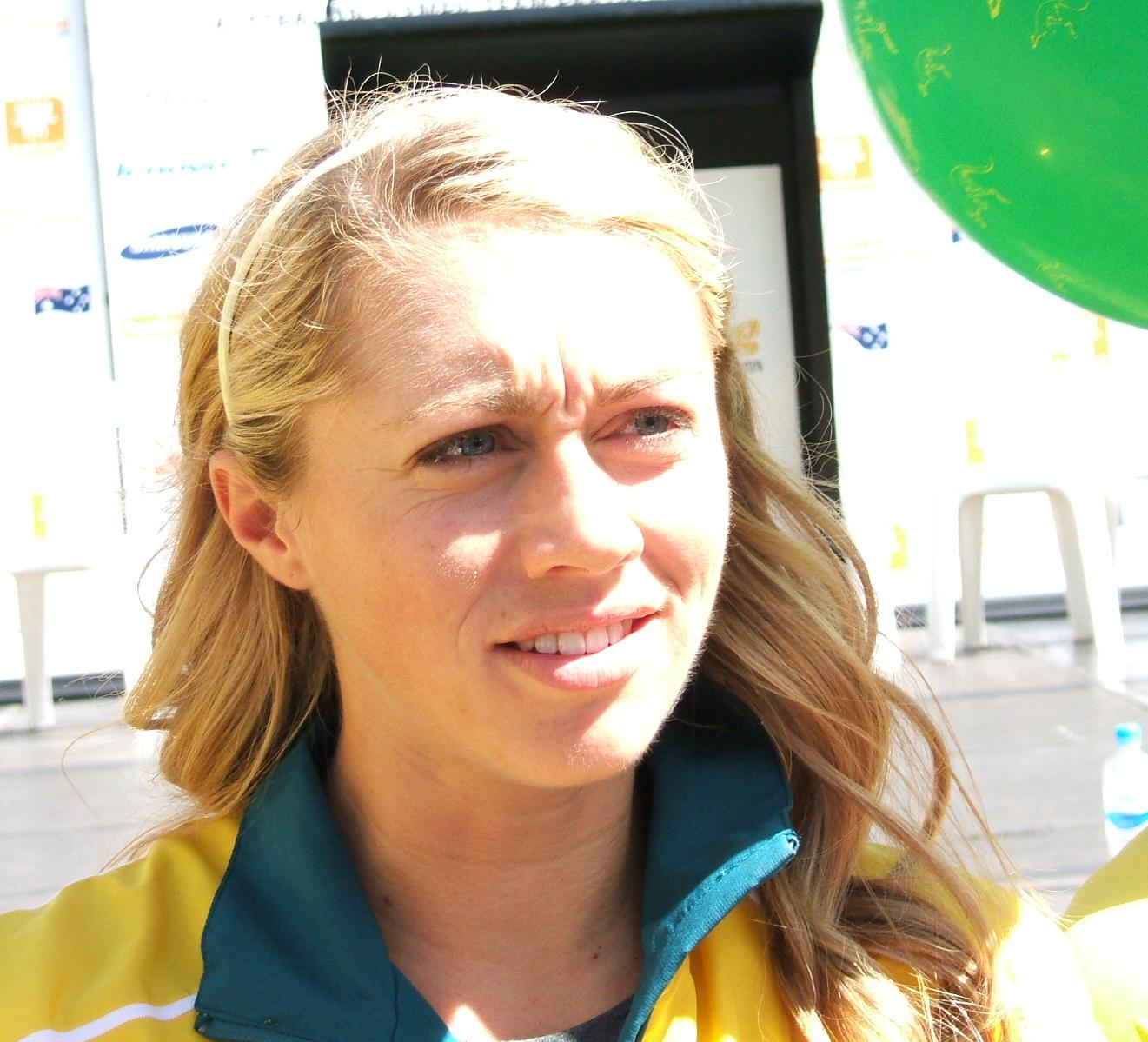
Amber Halliday 2008

Amber Jay Halliday (* 13. November 1979 in Canberra) ist eine ehemalige australische Leichtgewichts-Ruderin und ehemalige Radrennfahrerin.
Die 1,70 Meter große Amber Halliday gewann 1999 zusammen mit Hannah Avery-Hall den Nations Cup im Leichtgewichts-Doppelzweier. Bei den Ruder-Weltmeisterschaften 2000 belegten Sally Causby, Amber Halliday, Eliza Blair und Catriona Roach im Leichtgewichts-Doppelvierer den zweiten Platz hinter der deutschen Crew. Im Jahr darauf rückte Josephine Lips für Eliza Blair ins Boot, das bei den Ruder-Weltmeisterschaften 2001 den Titel gewann. 2002 wechselten Sally Causby und Amber Halliday in die olympische Bootsklasse Leichtgewichts-Doppelzweier und gewannen auch in dieser Bootsklasse den Weltmeistertitel. Ein Jahr später siegte der deutsche Doppelzweier mit Marie-Louise Dräger und Claudia Blasberg bei den Ruder-Weltmeisterschaften 2003, Causby und Halliday erhielten dahinter die Silbermedaille. Bei den Olympischen Sommerspielen 2004 siegte das rumänische Boot vor der deutschen Crew und den Niederländerinnen, Amber Halliday belegte zusammen mit Sally Newmarch den vierten Platz.
Nach einem Jahr Pause kehrte Amber Halliday in der Saison 2006 zurück und belegte zusammen mit Marguerite Houston hinter dem chinesischen Leichtgewichts-Doppelzweier den zweiten Platz bei den Ruder-Weltmeisterschaften 2006. 2007 in München gewannen Houston und Halliday den Weltmeistertitel. Bei den Olympischen Spielen 2008 verpassten die beiden Australierinnen das A-Finale und belegten in der Gesamtwertung den achten Platz.
Nach ihrer Ruderkarriere wechselte Halliday zum Radsport. 2009 gewann sie die Neuseeland-Rundfahrt und 2010 das Einzelzeitfahren bei den australischen Straßen-Meisterschaften. Anschließend beendete sie ihre aktive sportliche Laufbahn.